# Chuông đài
Chuông đài hay chuông ngạc mộc, chung ngạc mộc, bá lạc thụ hoặc rét nây Trung Quốc (danh pháp hai phần: Bretschneidera sinensis) là loài duy nhất của chi Bretschneidera, một loài thực vật hạt kín có ở miền đông và đông nam Trung Quốc, Đài Loan, Thái Lan và Việt Nam. Loài này hiện đang bị đe dọa vì mất môi trường sống.

## Đặc điểm
Cây gỗ cao 10–20 m; vỏ cây màu nâu xám. Lá dài 25–75 cm, thưa thớt lông tơ ở nách lá hay không lông; cuống lá 10–25 cm; cuống lá con 2–10 mm; lá chét 7-15, màu xanh lục về phía gần trục, xanh lục tới xanh xám ở hướng xa trục, lá hình elíp hẹp, thuôn dài hình thoi hay thuôn dài hình mác hoặc hình mác-trứng, hơi xiên, kích thước 6-26 x 3–9 cm, dạng giấy hay dai bóng như da, xanh xám ở hướng xa trục, có lông tơ rất nhỏ ở hướng xa trục, gốc lá tù hay tròn hoặc hình nêm, mép lá nguyên, nhọn đỉnh; các gân bên 8-15 cặp. Cụm hoa dài 20–36 cm. Hoa có đường kính 3–5 cm, cuống hoa dài 2–4 cm. Đài hoa 1,5-2,3 x 1,2-2,7 cm, 5 thùy. Cánh hoa màu trắng tới hồng, sẫm màu khi già hơn, có sọc đỏ, hình thìa rộng bản tới hình nêm-trứng ngược, kích thước 1,8-2 x 1-1,5 cm, gốc tròn, đỉnh khía hình chữ V; cánh hoa trên giống như mũ trùm đầu, che phủ nhị và nhụy. Chỉ nhị 2,5–3 cm, có lông tơ ở gốc, cong xuống dưới ở phần đỉnh. Bầu nhụy và vòi nhụy có lông tơ; vòi nhụy 3–4 cm, cong đột ngột xuống dưới ở phần đỉnh. Quả nang hình elípxoit-cầu tới gần cầu hay trứng hoặc trứng ngược, kích thước 3-5,5 × 2-3,5 cm, có mụn cơm, có lông tơ rất nhỏ; các mảnh vỏ dày 1,2–5 mm; cuống quả 2,5-3,5 cm. Hạt màu đỏ, elipxoit-cầu, ép, kích thước 1,5-2,5 × 1,2-1,8 cm, trơn nhẵn. Ra hoa tháng 3 tới tháng 9, kết quả tháng 8-4. Nhiễm sắc thể 2n = 18.
Do Bretschneidera chỉ được tìm thấy gần đây tại Đài Loan và Thái Lan, nên có thể là chi này cũng có ở Lào và miền bắc Myanma. Cây gỗ này là dễ thấy nhất (và vì thế là có thể tìm thấy) vào đầu mùa xuân khi các bông hoa sặc sỡ nở.
Môi trường sống: Rừng ở độ cao 300-1.700 m. Tại Trung Quốc có ở các tỉnh Phúc Kiến, Quảng Đông, Quảng Tây, Quý Châu, Hồ Bắc, Hồ Nam, Giang Tây, Tứ Xuyên, Vân Nam, Chiết Giang. Cũng có ở Đài Loan và miền bắc Việt Nam cùng miền bắc Thái Lan.